# Spuyten Duyvil Bridge
Le Spuyten Duyvil Bridge est un pont tournant de chemin de fer qui enjambe le Spuyten Duyvil Creek entre Manhattan et le Bronx, à New York. Le pont est situé à la pointe nord de Manhattan, là où le ruisseau Spuyten Duyvil rencontre le fleuve Hudson, à environ 305 mètres à l'ouest du pont Henry-Hudson.
Le pont Spuyten Duyvil a été construit en 1900 pour porter deux voies, mais ne porte désormais qu'une seule voie sur le côté est de la travée. Il fait partie de la West Side Line et est utilisé par les trains Amtrak voyageant le long de l'Empire Connection. La travée est utilisée par environ 30 trains par jour et est ouverte plus de 1 000 fois par an, principalement pendant les mois d'été pour les croisières touristiques Circle Line et les bateaux de plaisance. 

## Histoire
Un pont-levis en bois sur le Spuyten Duyvil a été construit pour la première fois par le New York & Hudson River Railroad en 1849. Le chemin de fer a continué vers le sud le long de la West Side Line jusqu'au terminal de St. John's Park dans le Lower Manhattan et a transporté des marchandises et des passagers. Le Hudson River Railroad a fusionné avec le New York & Harlem Railroad en 1869, créant le New York Central & Hudson River Railroad, et la plupart des trains ont commencé à contourner le pont, au lieu d'aller au Grand Central Terminal à Midtown Manhattan. Un pont en fer a remplacé la travée en bois en 1895 .
Le pont en acier actuel a été conçu par Robert Giles et construit en 1900. Les piles reposent sur des fondations sur pieux dans le lit de la rivière. Le pont se compose de trois sections fixes ainsi que d'une section pivotante, qui peut pivoter de près de 65 degrés et laisser 30 mètres de dégagement de chaque côté . La travée pivotante pesait 200 tonnes et avait suffisamment d'espace pour accueillir deux convois .
Le pont a été réhabilité à la fin des années 80. Le service Empire d'Amtrak a commencé à utiliser le pont Spuyten Duyvil le 7 avril 1991, après l'achèvement du raccordement Empire. Cela impliquait la conversion de la West Side Line abandonnée pour accueillir le service passagers et se connecter avec la gare de Pennsylvania. Jusque-là, les trains Amtrak voyageant entre New York et Albany utilisaient Grand Central Terminal,

## Galerie

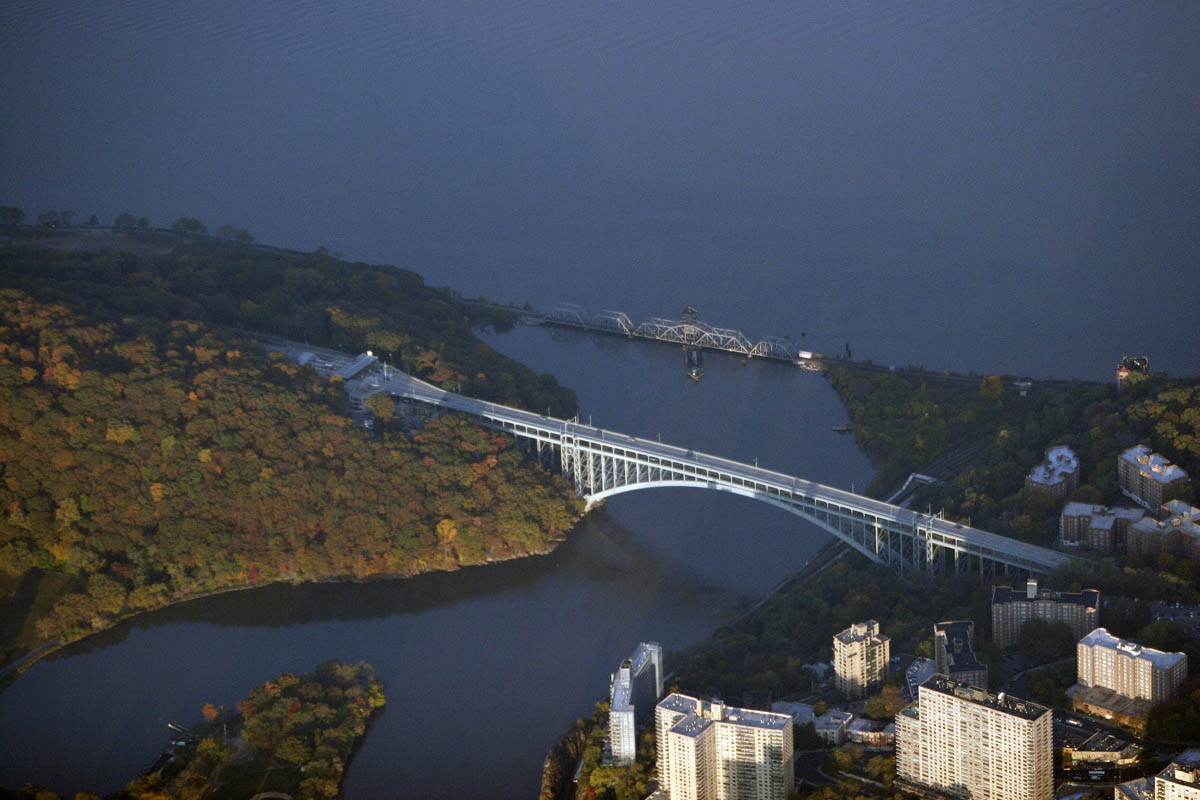
Une vue aérienne montrant le pont Henry-Hudson (premier plan) et le pont Spuyten Duyvil.
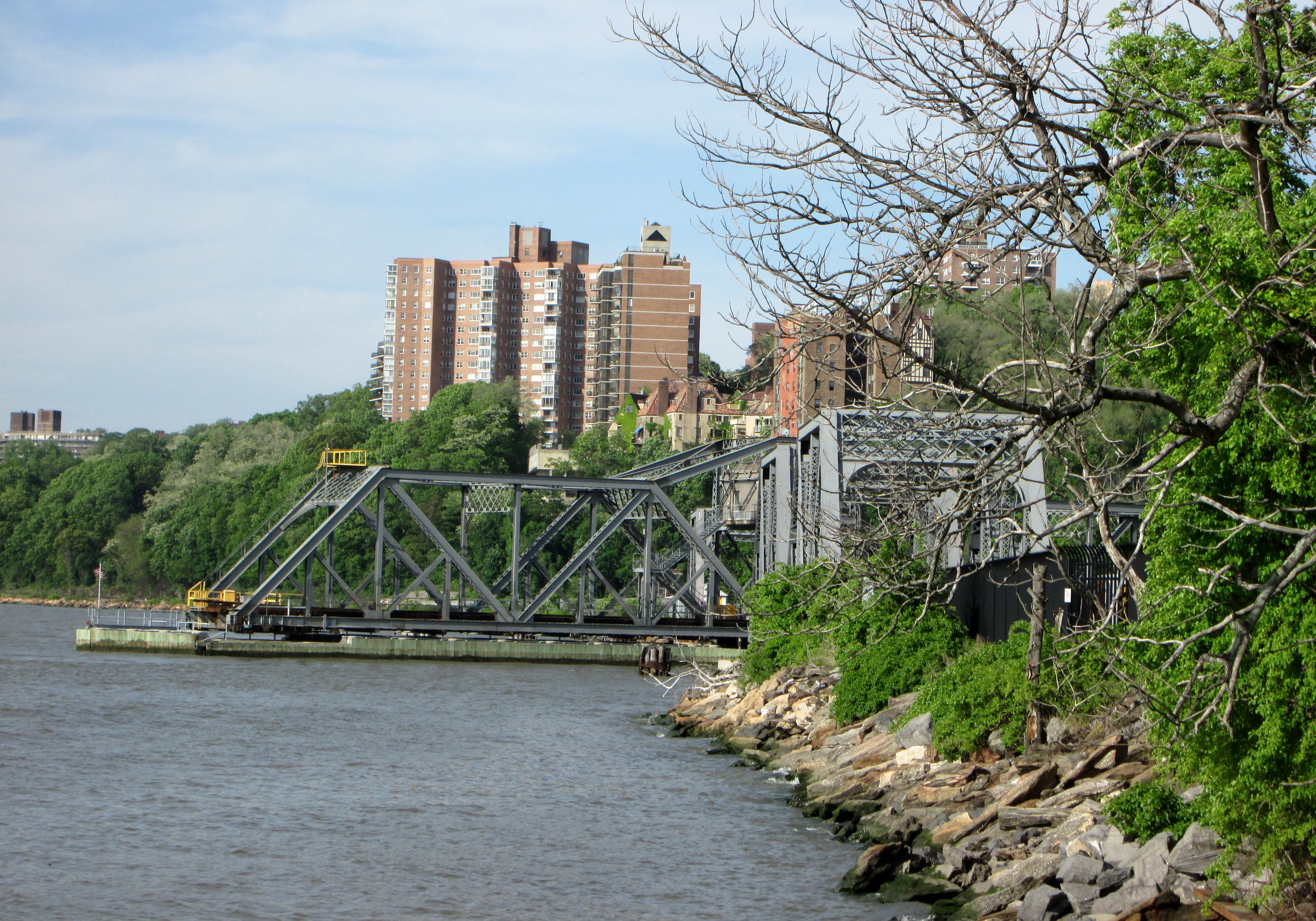
Une vue du pont du sud le long de l'Hudson.
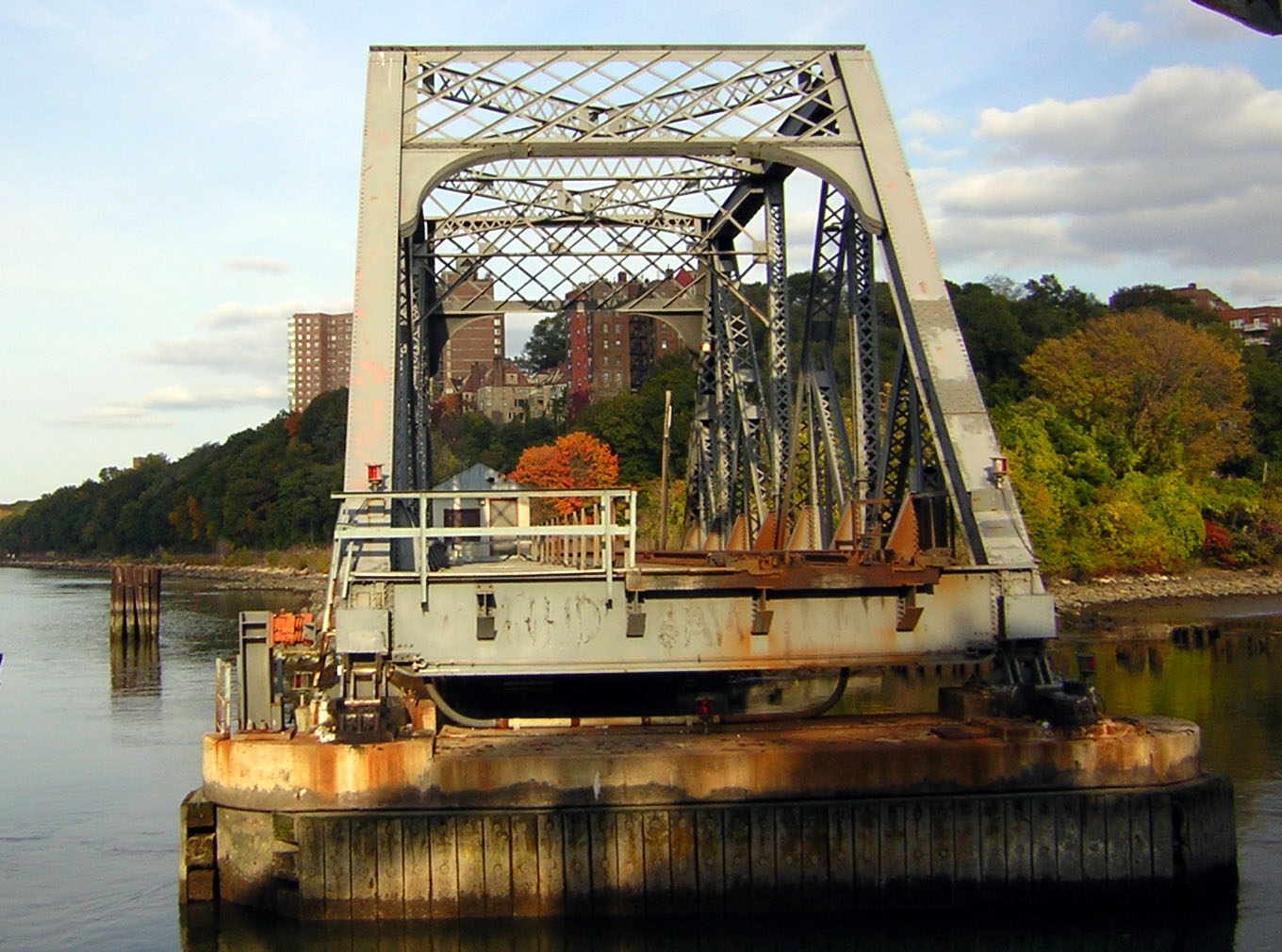
L'extrémité Bronx du pont Spuyten Duyvil lorsque la partie pivotante est ouverte.